# Pseudococcus mintaroicus
Pseudococcus mintaroicus är en insektsart som beskrevs av Williams 1985. Pseudococcus mintaroicus ingår i släktet Pseudococcus och familjen ullsköldlöss. Inga underarter finns listade i Catalogue of Life.